# San Julián de Landeta
San Julián de Landeta är en ort i Mexiko.   Den ligger i kommunen San Miguel de Allende och delstaten Guanajuato, i den centrala delen av landet, 230 km nordväst om huvudstaden Mexico City. San Julián de Landeta ligger 2 042 meter över havet och antalet invånare är 386.
Terrängen runt San Julián de Landeta är kuperad västerut, men österut är den platt. Runt San Julián de Landeta är det ganska tätbefolkat, med 96 invånare per kvadratkilometer. Närmaste större samhälle är San Miguel de Allende, 4,8 km väster om San Julián de Landeta. Trakten runt San Julián de Landeta består i huvudsak av gräsmarker.